# يوجي ساكاموتو
يوجي ساكاموتو (باليابانية: 坂元裕二) كاتب سيناريو وشاعر غنائي وكاتب مسرحي ياباني.

## حياته
يوجي ساكاموتو من مواليد يوم 12 أيار/مايو 1967 في أوساكا. في عام 1998 تزوج من الممثلة يوكو موريغوتشي.

## مسيرته
في سن التاسعة عشرة، فاز ساكاموتو بجائزة Fuji TV Young Scenario الأولى. في سن الثالثة والعشرين، كتب سيناريو فيلم قصة حب طوكيو. كتب نصوص العديد من الأعمال الدرامية التليفزيونية اليابانية الشهيرة، بما في ذلك حب يجعلك تبكي، لا تزال الحياة مستمرة، الفوضى الزوجية، أم، امرأة، أفضل طلاق، وكوارتيت. إعيد إنتاج العديد من أعماله في الإنتاجات الدولية. تشمل أعماله الأخيرة Anone و My Dear Exes و Love with a Case. تشمل أفلامه السينمائية "لقد صنعنا باقة جميلة" (2021)، بطولة ماساكي سودا وكاسومي أيرومورا. كتب ساكاموتو سيناريو فيلم وحش للمخرج هيروكازو كورئيدا. كانت هذه هي المرة الأولى منذ ظهوره الأول في فيلمه الطويل مابوروشي التي لم يكن فيها كورئيدا مسؤولاً عن السيناريو. أعرب الاثنان عن الاحترام المتبادل لعمل بعضهما البعض وكانا في نفس المدرسة عندما كانا أصغر سنا. عرض فيلم وحش لأول مرة في مهرجان كان السينمائي 2023، حيث فاز ساكاموتو بجائزة أفضل سيناريو.
وفي نيسان/أبريل 2016، عين أستاذًا في كلية الدراسات العليا للسينما والإعلام الجديد بجامعة طوكيو للفنون.
في نيسان/أبريل 2023، حصل ساكاموتو على وسام الشرف مع الشريط الأرجواني، وفي أيار/مايو 2023، فاز بجائزة مهرجان كان السينمائي لأفضل سيناريو عن فيلم وحش.
قام ساكوموتو بكتابة وإنتاج In Love and Deep Water لصالح نتفليكس، وعرض الفيلم لأول مرة في عام 2023. ووقع مع نتفليكس اتفاقية تعاون مدتها خمس سنوات في حزيران/يونيو 2023.